# Hematoxilina ácida fosfotúngstica
El método de la hematoxilina ácida fosfotúngstica de Mallory o PTAH (siglas inglesas de Mallory's phosphotungstic acid haematoxylin), es una técnica histológica para la demostración, principalmente, de la presencia de fibrina, de estriaciones musculares y de muchas estructuras del sistema nervioso central.
Este método fue introducido por Mallory en el año 1900 para colorear selectivamente las estriaciones musculares y la fibrina. A pesar de la antigüedad de la técnica aún no se ha descubierto el mecanismo químico de su funcionamiento, del cual resulta una tinción diferencial polícroma entre las dos estructuras. 

## Fundamento
Consiste en la reacción entre la hemateína y el ácido fosfotúngstico, produciendo una solución ácida fuerte que contiene tanto iones azules (más estables) como rojos. La coloración de las partículas rojas PTA, más grandes que las azules, estaría limitada a las estructuras más permeables, como son las fibras de colágeno. Las menos permeables se tiñen con las partículas azules.

## Tejido control y diana
Se utiliza con músculo esquelético o cardíaco, tejidos con contenido en fibrina o corteza cerebral. Es preferible fijar con Zenker a hacerlo con formol, y las secciones deben ser de 4 micras para músculo y de 6 para cerebro.

## Reactivos
1. Hematoxilina ácida fosfotúngstica:
  1. 1 g de hematoxilina.
  2. 20 g de ácido fosfotúngstico.
  3. 1 litro de agua destilada.
2. Permanganato potásico 0,25%.
3. Ácido oxálico 5%.

## Procedimiento
1. Desparafinar e hidratar.
2. Oxidar con permanganato potásico 0,25%, 5 minutos.
3. Lavar con agua destilada.
4. Aclarar con ácido oxálico hasta eliminar el color.
5. Teñir con hematoxilina ácida fosfotúngstica durante toda la noche a temperatura ambiente.
6. Deshidratar rápido, aclarar y montar.

Notas: la deshidratación debe ser rápida, ya que tanto el agua como el alcohol pueden eliminar la tinción. Se puede recortar el tiempo utilizando una estufa a 56 °C durante 2 horas aproximadamente.

### Resultados
- Estriaciones musculares, fibras de neuroglía: azul oscuro.
- Fibrina: azul oscuro.
- Núcleos: azul.
- Mielina: azul claro.
- Colágeno, osteoide, cartílago, fibras elásticas: marrón oscuro/rojo.
- Citoplasmas: marrón rosáceo pálido.